# ダビ・ロペス・ガルシア
ダビド・ロペス・ガルシア（David López García、1981年5月13日 - ）は、スペイン、バラカルド出身の自転車競技（ロードレース）選手。

## 経歴
2003年にプロ転向。
2005年、エウスカルテル・エウスカディに移籍。ブエルタ・ア・エスパーニャ初出場、総合75位。
2007年、ケス・デパーニュ（現 モビスター）に移籍。ブエルタ・ア・エスパーニャ総合14位。
2010年、近年は名アシストとしての働きが主であったが、ブエルタ・ア・エスパーニャ第9ステージにて逃げグループから飛び出し、自身初のグランツールでの勝利を獲得した。
2013年、スカイ・プロサイクリングへ移籍。
2016年、ブエルタ・ア・エスパーニャ第12ステージにおいて、逃げグループに乗って敢闘賞獲得。ジャパンカップで来日した際、何故か大阪のぶどう坂にある柏原ぶどう園のステッカーをフレームに貼っていた。

## 主な戦績

### 2005年
- パリ〜ニース　総合6位

### 2007年
- ドイツ・ツアー　総合3位、区間優勝（第5ステージ）

### 2008年
- GP西フランス・プルエー　3位

### 2009年
- スビタ・アル・ナランコ　3位

### 2010年
- ブエルタ・ア・エスパーニャ　区間優勝（第9ステージ）、総合42位

### 2011年
- バスク一周　総合7位
- クラシカ・プリマベーラ　2位

### 2013年
- エネコ・ツアー　区間優勝(第6ステージ)
- ツアー・オブ・北京　総合３位

### 2015年
- ツアー・オブ・ノルウェー　総合3位

### 2016年
- ブエルタ・ア・エスパーニャ　 敢闘賞　（第12ステージ）